# Huang Wei (diplomate)
Pour les articles homonymes, voir Wei.
Ne doit pas être confondu avec Huang Wei.
Huang Wei  né en février 1965 à Baoji dans la Province du Shaanxi, est un diplomate chinois.
Il est l'ambassadeur de Chine en Guinée depuis 2018.

## Biographie et étude
Huang Wei né en 1965 à Baoji dans la Province du Shaanxi.

## Carrière
Huang est devenue en 1986, secrétaire de langue chinoise au bureau des services pour le personnel diplomatique du ministère des affaires étrangères de la république populaire de Chine jusqu'en 1994.

## Carrière diplomatique
Huang commence en 1994 au Mali en tant que troisième secrétaire près l'Ambassade de Chine au Mali, puis devient successivement de 1997 à 2005, troisième secrétaire, deuxième secrétaire, chef adjoint de service, chef de service au département du personnel du ministère des affaires étrangères de la Chine.
En 2005, il devient conseiller de l'Ambassade de Chine en république française, puis il est de 2011 en 2013, conseiller près l'Ambassade de Chine au Gabon.
De 2013 à 2016, il est conseiller puis directeur général adjoint au département de traduction et d'interprétation du ministère des affaires étrangères de la république populaire de Chine. En 2016, il est fait ministre conseiller près l'Ambassade de Chine en France avant de rejoindre Conakry.

## Ambassadeur
En 2018, il devient l'ambassadeur extraordinaire et plénipotentiaire de la Chine en Guinée,.

## Décoration
- Commandeur de l'ordre de national du Mérite de la république de Guinée[4].

## Vie privée
Huang est marie et père d'un fils.